# Tiski cvet
Tiski cvet (lat. Palingenia longicauda) je insekt koji spada u vodene cvetove (Ephemeroptera). Dugačak je 8-12 centimetara, a razmak krila dostiže 6-7 centimetara. Ova vrsta je poznata kao najveća vrsta vodenih cvetova u Evropi. Strogo je zaštićena u Srbiji, kao i na međunarodnom nivou na osnovu Bernske konvencije.
Tiski cvet dobio je ime po reci Tisi koju nastanjuje. Areal ove vrste je bio mnogo veći u prošlosti, dosezao je do Holandije, dok je sada smanjen na nekoliko rečnih slivova u centralnoj Evropi. Od 2800 poznatih vrsta, više od 100 živi u centralnoj Evropi.
Mužjaci Tiskog cveta su jedini među krilatim insektima koji se mitare posle dobijanja svojih funkcionalnih krila. Za razliku od većine vodenih insekata rojevi odraslih P. Longicauda nikada ne napuštaju vodu, već konstantno dodiruju ili brišu površinu vode. Sporo kretanje reke i odsustvo riba koje se hrane na površini pomažu im da to ostvare. Prisustvo P. longicauda je indikator čiste i nezagađene vode. Izumrli su u mnogim evropskim zemljama i mogu se naći na reci Tisi (Srbija i Mađarska), rekama Prut i Begej (Rumunija),  te reci Ukrini (Republika Srpska, Bosna i Hercegovina)  
Zrele životinje se ne hrane za vreme svojih kratkih života već naduvaju svoja creva vazduhom što im omogućava lakši let. Vodeni cvetovi nisu odlični letači, let im je nesiguran. Uglavnom moguće ih je promatrati u proleće i početkom leta, kada se roje. Rojenje počinje u večernjim satima i traje otprilike tri sata. Na početku rojenja larve ostavljaju glinu na dnu reke gde su živele tri godine i dižu se na površinu vode. U podizanju do površine im pomaže gas koji se sakupio ispod njihovih košuljica. Na površini vode se mitari tj. larva odbacuje svoju košuljicu i izlazi savršen insekt. Tiski cvet ima velika krila kod kojih su prednja izrazito veći od zadnjih.

## Spoljašnje veze
- Fotografija „cvetanja“ Tise
- Nacionalna geografija o tiskom cvetu Архивирано на веб-сајту  (27. јануар 2008) (језик: енглески)
- Kad Tisa procveta: Pogledajte jedno od sedam srpskih čuda prirode („Blic“, 16. jun 2013)